# Andrej Sekera
Andrej Sekera (ur. 8 czerwca 1986 w Bojnicach) – słowacki hokeista, reprezentant Słowacji, dwukrotny olimpijczyk.

## Kariera klubowa

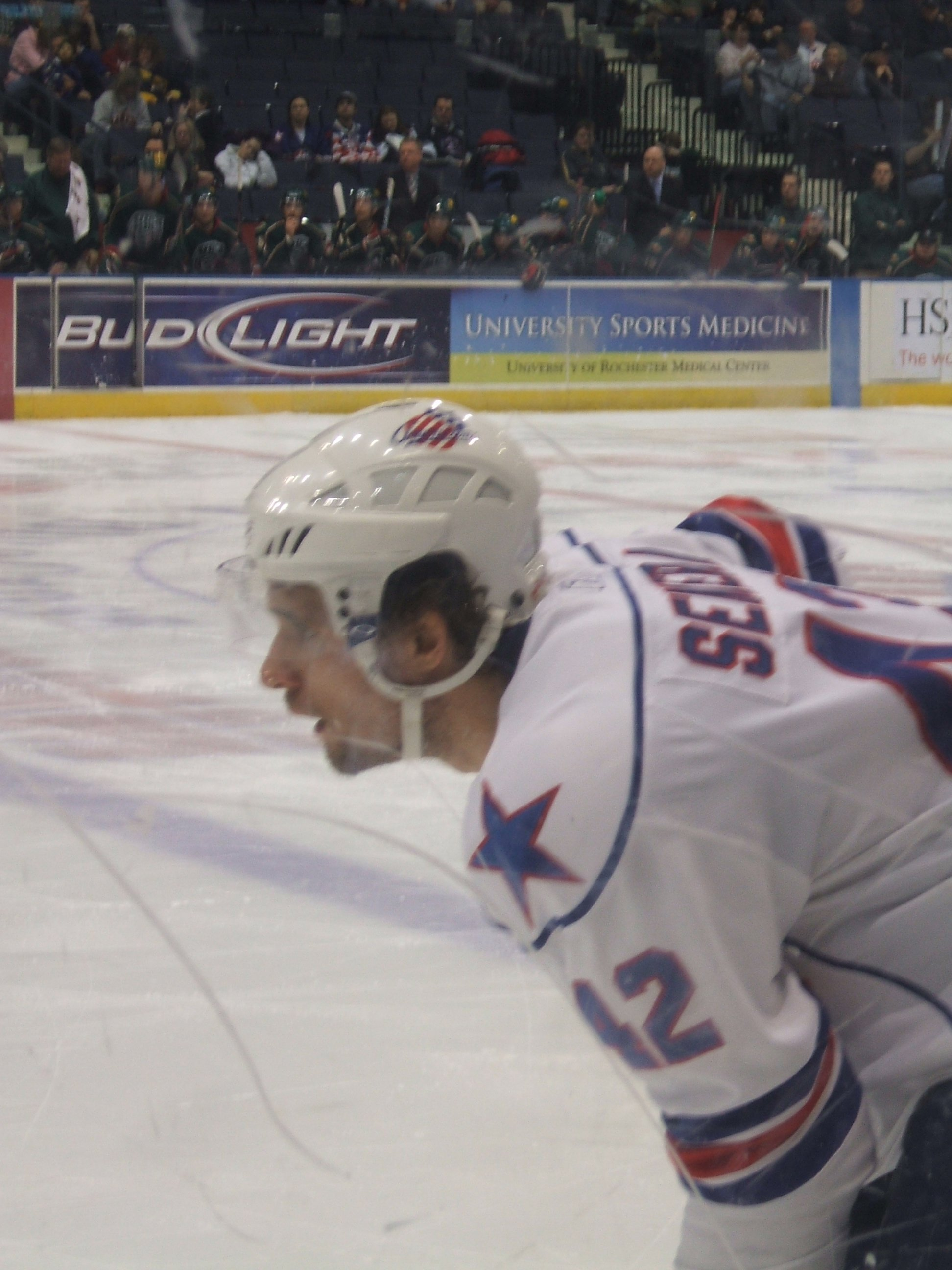
Andrej Sekera w barwach Rochester Americans (2008)

- HC Dukla Trenczyn U20 (2001-2004)
- HC Dukla Trenczyn U18 (2003/2004)
- HC Dukla Trenczyn B (2003/2004)
- HC Dukla Trenczyn (2003/2004)
- Owen Sound Attack (2004-2006)
- Buffalo Sabres (2006-2013)
  -  Rochester Americans (2006-2008)
  -  Slovan Bratysława (2012-2013)
- Carolina Hurricanes (2013-2015)
- Los Angeles Kings (2015)
- Edmonton Oilers (2015-2019)
- Dallas Stars (2019-2022)

Wychowanek Dukli Trenczyn. W drafcie NHL z 2004 wybrany przez Buffalo Sabres. Od 2006 zawodnik tego klubu. W lipcu 2011 przedłużył umowę z klubem podpisując czteroletni kontrakt. Od września 2012 do stycznia 2013 roku na okres lokautu w sezonie NHL (2012/2013) związany kontraktem ze Slovanem Bratysława. Od lipca 2013 zawodnik Carolina Hurricanes (klub przekazał go w drodze w wymiany, w ramach której do Buffalo trafił Jamie McBain oraz uzgodniono wyrównanie w postaci miejsca w przyszłym drafcie NHL). Od końca lutego 2015 zawodnik Los Angeles Kings. Od lipca 2015 zawodnik Edmonton Oilers, związany sześcioletnim kontraktem. Od lipca 2019 zawodnik Dallas Stars. W lipcu 2022 ogłosił zakończenie kariery.

## Kariera reprezentacyjna
Wielokrotny reprezentant Słowacji. Uczestniczył w turniejach mistrzostw świata edycji 2008, 2009, 2010, 2012, 2013, 2016 (kapitan), 2018, 2019, zimowych igrzysk olimpijskich 2010, 2014. W barwach zespołu Europy brał udział w turnieju Pucharu Świata 2016.

## Sukcesy
Reprezentacyjne
- Srebrny medal mistrzostw świata: 2012
- Finał Pucharu Świata: 2016 z kadrą Europy

Klubowe
- Złoty medal mistrzostw Słowacji: 2004 z Duklą Trenczyn

Indywidualne
- OHL (2004/2005):
  - Pierwszy skład gwiazd pierwszoroczniaków
- OHL (2005/2006):
  - Pierwszy skład gwiazd
  - Max Kaminsky Trophy - nagroda dla najlepszego obrońcy
- Mistrzostwa Świata w Hokeju na Lodzie 2008/Elita:
  - Jeden z trzech najlepszych zawodników reprezentacji
- Mistrzostwa Świata w Hokeju na Lodzie 2009/Elita:
  - Jeden z trzech najlepszych zawodników reprezentacji
- Mistrzostwa Świata w Hokeju na Lodzie 2010/Elita:
  - Jeden z trzech najlepszych zawodników reprezentacji
- Mistrzostwa Świata w Hokeju na Lodzie 2012/Elita:
  - Jeden z trzech najlepszych zawodników reprezentacji
- Mistrzostwa Świata w Hokeju na Lodzie 2013/Elita:
  - Jeden trzech najlepszych zawodników reprezentacji[11]
- Mistrzostwa Świata w Hokeju na Lodzie 2016/Elita:
  - Pierwsze miejsce w klasyfikacji strzelców wśród obrońców turnieju: 3 gole[12]
  - Jeden z trzech najlepszych zawodników reprezentacji w turnieju[13]
- Mistrzostwa Świata w Hokeju na Lodzie 2018/Elita:
  - Jeden z trzech najlepszych zawodników reprezentacji w turnieju[14]
- Mistrzostwa Świata w Hokeju na Lodzie 2019/Elita:
  - Jeden z trzech najlepszych zawodników reprezentacji w turnieju[15]